# Jan Alingh (1792-1868)
Jan Alingh (Gasselte, 6 juli 1792 - Borger, 29 april 1868) was burgemeester van de voormalige Nederlandse gemeente Borger in Drenthe.

## Leven en werk
Alingh, zoon van Warmolt Aling sr. en Jantien Rosingh, was landbouwer in Gasselte. Hij trouwde in 1816 met Anna Boelken en werd drie jaar later, in 1819, burgemeester van het naburige Borger, een functie die hij 36 jaar zou vervullen tot 1855. In 1827 werd hij als vertegenwoordiger van Gasselte lid van Provinciale Staten van Drenthe, deze functie zou hij 14 jaar vervullen tot 1841. In 1855 was zijn positie als burgemeester van Borger onhoudbaar geworden. Naar het oordeel van de toenmalige commissaris van de Koning van Drenthe was hij te oud en niet meer in staat zijn functie naar behoren te vervullen. Ook zou hij niet altijd even kies en nauwgezet optreden zodra zijn eigenbelang in het geding was. Dit betekende het einde van de burgemeestersloopbaan van Alingh. Hij overleed in 1868 in Borger op 75-jarige leeftijd.

## Familie
Alingh was een lid van een invloedrijke familie van schulten in Gasselte. De familie Alingh bezat in 1813 negen boerderijen in Gasselte.
Zijn vader was van 1814 tot 1834 als vertegenwoordiger van Gasselte lid van Provinciale Staten van Drenthe geweest.
Ook zijn zoon Warmolt Alingh jr. zou van 1850 tot 1888 statenlid van Drenthe worden. Van 1856 tot 1888 was zijn zoon gedeputeerde en in 1868 waarnemend commissaris van de Koning van Drenthe.
Zijn gelijknamige neef en naamgenoot Jan Alingh was in dezelfde periode burgemeester van Gasselte.